# 瓦庫利夫卡
46°41′49″N 30°19′9″E / 46.69694°N 30.31917°E
瓦庫利夫卡（烏克蘭語：Вакулівка）是位於烏克蘭西南部的村莊，由敖德萨州羅茲季利納區的羅茲季利納市鎮負責管轄。該村始建於1924年，面積1.43平方公里，海拔高度107米，2001年人口676，人口密度每平方公里473.06人。